# Solstrykande komet

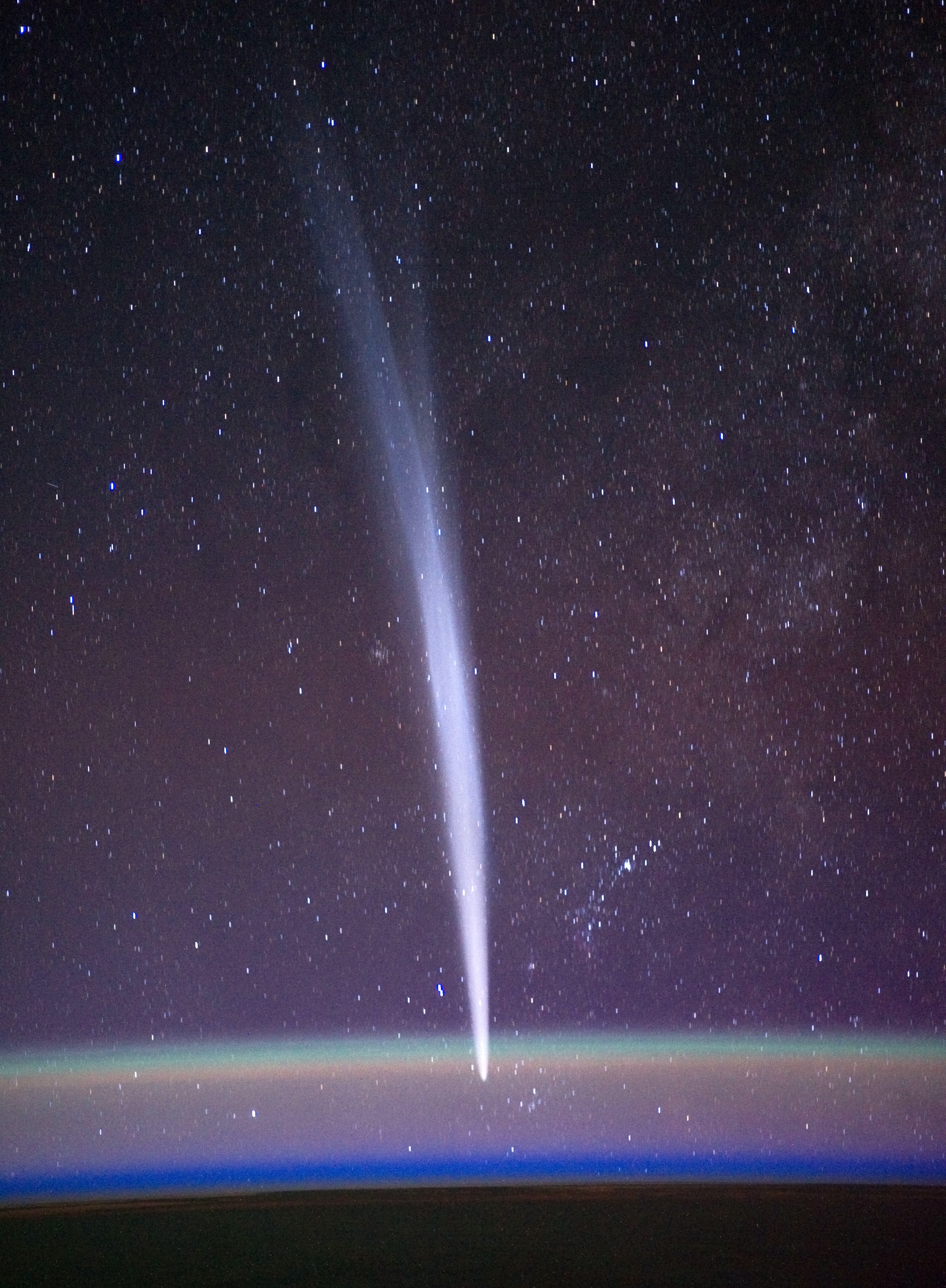
C/2011 W3 (Lovejoy) är en solstrykande komet. Denna bild är tagen 22 december 2011 från Internationella rymdstationen.

En solstrykande komet är en komet som passerar ytterst nära solen vid perihelium - ibland bara några tusen kilometer från solens yta. Små solstrykare kan fullständigt förångas när de kommer så nära solen. Större solstrykare däremot kan överleva många perihelium passager. Men den starka avdunstningen och tidvattenkrafterna de utsätts för leder ofta till att de splittras.

## Solstrykare i Kreutz-gruppen
De mest kända solstrykarna är Kreutz-gruppen, som alla härrör från en gigantisk komet som bröts upp i många mindre delar under sin första passage genom det inre solsystemet. En extremt ljusstark komet som observerades av Aristoteles och Eforos år 371 f.Kr. är en möjlig kandidat för denna ursprungskomet.
De stora kometerna åren 1843 och 1882, och kometen Ikeya-Seki år 1965 var alla fragment av den ursprungliga kometen. Alla dessa tre syntes kortvarigt på daghimlen, bredvid solen, och överglänste till och med fullmånen.
År 1979 var kometen C/1979 Q1 (SOLWIND) den första solstrykaren som upptäcktes av den amerikanska satelliten P78-1, i koronagrafer tagna den 30 och 31 Aug 1979.
Sedan SOHO-satelliten sköts upp 1995 har hundratals små solstrykare i Kreutz-gruppen upptäckts, som antingen har störtat ner i solen eller förstörts helt vid sina perihelium passager, med undantag för C/2011 W3 (Lovejoy). Kreutz-gruppen är uppenbarligen mycket större än man tidigare har trott.

## Andra solstrykare
Omkring 83 procent av de solstrykare som SOHO har observerat är medlemmar i Kreutz-gruppen.  Övriga 17 procent innehåller några sporadiska solstrykare, men tre andra grupper av kometer har identifierats bland dem: Kracht-, Marsden- och Meyer-grupperna. Marsden- och Kracht-grupperna verkar båda vara relaterade till kometen 96P/Machholz. Dessa kometer har också kopplats till flera meteorsvärmar, däribland dagsljussvärmarna Arietiderna, Delta-Aquariiderna, och Kvadrantiderna. Kopplade kometbanor tyder på att både Marsden- och Kracht-grupperna har korta perioder, runt fem år. Meyergruppen däremot kan ha halvlånga eller långa banor. Kometer i Meyergruppen är vanligtvis små, svaga, och har aldrig svansar. Den stora kometen år 1680 var en solstrykare. Trots att den användes av Newton för att verifiera Keplers beräkningar på omloppsrörelse, var den ändå inte medlem i någon av de större grupperna.

## Solstrykande kometers ursprung
Studier har visat att för kometer med hög banlutning och avstånd till perihelium med mindre än runt två astronomiska enheter, kan den kumulativa effekten av gravitationella störningar under många omlopp vara tillräckliga för att minska periheliumavståndet till mycket små värden. En studie har föreslagit att kometen Hale–Bopp har omkring 15% chans att så småningom bli en solstrykare.